# I liga urugwajska w piłce nożnej (1924)
W roku 1924 Urugwaj miał dwóch mistrzów w rozgrywkach organizowanych przez dwie konkurencyjne federacje piłkarskie.
Mistrzem Urugwaju w ramach rozgrywek organizowanych przez federację piłkarską Asociación Uruguaya de Fútbol został klub Club Nacional de Football, natomiast tytuł wicemistrza Urugwaju zdobył klub CA Bella Vista.
Mistrzem Urugwaju w ramach rozgrywek organizowanych przez federację piłkarską Federación Uruguaya de Football został klub CA Peñarol, natomiast tytuł wicemistrza Urugwaju zdobył klub Atlético Wanderers.

## Primera División – Asociación Uruguaya de Fútbol
- Mistrz Urugwaju federacji AUF 1924: Club Nacional de Football
- Wicemistrz Urugwaju federacji AUF 1924: CA Bella Vista
- Spadek do drugiej ligi: nikt nie spadł
- Awans z drugiej ligi: nikt nie awansował

Mistrzostwa Urugwaju federacji Asociación Uruguaya de Fútbol w roku 1924 były mistrzostwami rozgrywanymi według systemu, w którym wszystkie kluby rozgrywały ze sobą mecze każdy z każdym u siebie i na wyjeździe, a o tytule mistrza i dalszej kolejności decydowała końcowa tabela.

### Końcowa tabela sezonu 1924 ligi Asociación Uruguaya de Fútbol
| Poz | Klub                      | Mecze | Zw | Rem | Por | Pkt | BrZd | BrStr |
| --- | ------------------------- | ----- | -- | --- | --- | --- | ---- | ----- |
| 1   | Club Nacional de Football | 22    | 17 | 5   | 0   | 39  | 49   | 10    |
| 2   | CA Bella Vista            | 22    | 16 | 5   | 1   | 37  | 34   | 15    |
| 3   | Rampla Juniors            | 22    | 11 | 7   | 4   | 29  | 28   | 15    |
| 4   | Fénix Montevideo          | 22    | 10 | 7   | 5   | 27  | 30   | 21    |
| 5   | Racing Montevideo         | 22    | 9  | 7   | 6   | 25  | 17   | 20    |
| 6   | Montevideo Wanderers      | 22    | 7  | 8   | 7   | 22  | 27   | 19    |
| 7   | Uruguay Onward Montevideo | 22    | 6  | 8   | 8   | 20  | 18   | 31    |
| 8   | Belgrano Montevideo       | 22    | 6  | 7   | 9   | 19  | 18   | 19    |
| 9   | Lito Montevideo           | 22    | 6  | 7   | 9   | 19  | 18   | 19    |
| 10  | Liverpool Montevideo      | 22    | 5  | 5   | 12  | 15  | 11   | 25    |
| 11  | Universal Montevideo      | 22    | 3  | 5   | 14  | 11  | 11   | 29    |
| 12  | Charley Montevideo        | 22    | 0  | 1   | 21  | 1   | 6    | 44    |

## Primera División – Federación Uruguaya de Football
- Mistrz Urugwaju federacji FUF 1924: CA Peñarol
- Wicemistrz Urugwaju federacji FUF 1924: Atlético Wanderers
- Spadek do drugiej ligi: nikt nie spadł
- Awans z drugiej ligi: nikt nie awansował

Mistrzostwa Urugwaju federacji Federación Uruguaya de Football w roku 1924 były mistrzostwami rozgrywanymi według systemu, w którym wszystkie kluby rozgrywały ze sobą mecze każdy z każdym u siebie i na wyjeździe, a o tytule mistrza i dalszej kolejności decydowała końcowa tabela.

### Końcowa tabela sezonu 1924 ligi Federación Uruguaya de Football
| Poz | Klub                         | Mecze | Zw | Rem | Por | Pkt | BrZd | BrStr |
| --- | ---------------------------- | ----- | -- | --- | --- | --- | ---- | ----- |
| 1   | CA Peñarol                   | 32    | 25 | 6   | 1   | 56  | 80   | 14    |
| 2   | Atlético Wanderers           | 32    | 21 | 8   | 3   | 50  | 46   | 16    |
| 3   | Lito Montevideo              | 32    | 16 | 14  | 2   | 46  | 49   | 21    |
| 4   | Olimpia Montevideo           | 32    | 16 | 7   | 9   | 39  | 45   | 34    |
| 5   | Defensor Sporting            | 32    | 12 | 11  | 9   | 35  | 50   | 42    |
| 6   | Rosarino Central Montevideo  | 32    | 12 | 11  | 9   | 35  | 37   | 34    |
| 7   | Sud América Montevideo       | 32    | 11 | 10  | 11  | 32  | 43   | 39    |
| 8   | Central Montevideo           | 32    | 12 | 6   | 14  | 30  | 39   | 40    |
| 9   | Miramar Misiones             | 32    | 10 | 9   | 13  | 29  | 29   | 27    |
| 10  | Peñarol del Plata Montevideo | 32    | 9  | 10  | 13  | 28  | 34   | 45    |
| 11  | Solferino Montevideo         | 32    | 9  | 9   | 14  | 27  | 34   | 48    |
| 12  | Uruguayo Montevideo          | 32    | 7  | 13  | 12  | 27  | 27   | 33    |
| 13  | Las Piedras Montevideo       | 32    | 9  | 7   | 16  | 25  | 28   | 41    |
| 14  | Colón Montevideo             | 32    | 7  | 9   | 16  | 23  | 28   | 48    |
| 15  | Roberto Chery Montevideo     | 32    | 6  | 9   | 17  | 21  | 25   | 47    |
| 16  | Charley Montevideo           | 32    | 5  | 11  | 16  | 21  | 27   | 59    |
| 17  | Roland Moor Montevideo       | 32    | 5  | 10  | 17  | 20  | 27   | 50    |